# London Arena
La London Arena, aussi connu sous le nom de London Docklands Arena, était une salle multi-sports (servant surtout pour le basket-ball ainsi que le hockey sur glace) située à Millwall (sur l’île aux Chiens), dans le Grand Londres. Dotée d’une capacité de 15 000 spectateurs, la salle servait également de salle de concert.
Inaugurée en 1989, la salle fut rénovée en 1998 avant d’être définitivement fermée en 2005 puis démolie en 2006.

## Événements

### Concerts
| Artiste                    | Date                 | Tournée                      |
| -------------------------- | -------------------- | ---------------------------- |
| Duran Duran                | 22 avril 1989        | 1988–1989 The Big Live Thing |
| Pink Floyd                 | 4 - 9 juillet 1989   | Another Lapse Tour           |
| Erasure                    | 11 décembre 1989     | Wild! Tour                   |
| David Bowie                | 26 - 28 mars 1990    | Sound+Vision Tour            |
| Frank Sinatra              | 4 - 8 juillet 1990   |                              |
| Janet Jackson              | 8 avril 1995         | Janet World Tour             |
| Simply Red                 | 2 - 5 février 1996   |                              |
| Eurythmics                 | 6 décembre 1999      | peacetour                    |
| Eminem (avec D12)          | 9 - 10 février 2001  | Anger Management Tour        |
| Deftones                   | 24 mars 2001         | Back To School Tour          |
| Linkin Park                | 16 septembre 2001    | Hybrid Theory World Tour     |
| Slipknot                   | 16 février 2002      | European Iowa Tour 2K2       |
| S Club 7                   | 23 - 24 février 2002 | S Club Carnival Tour         |
| Bob Dylan                  | 12 mai 2002          | Love And Theft               |
| Guns N' Roses              | 26 août 2002         | Chinese Democracy Tour       |
| Will Young et Gareth Gates | 3 octobre 2002       |                              |
| Westlife                   | 17 avril 2003        | Unbreakable Tour             |
| Justin Timberlake          | 17 - 20 mai 2003     | Justified World Tour         |

## Dans la culture populaire
La London Arena est visible dans la série TV de la BBC Bugs (entre 1994 et 1997), dont l'action se déroule principalement sur l'île aux Chiens.
Des scènes du clip vidéo du single She's the One de Robbie Williams (1999) furent filmées à l'intérieur de la London Arena.